# Университет Орлеана
Университет Орлеана (фр. Université d'Orléans) — французский государственный университет в Орлеане.

## История
Предыстория университета начинается в 1230 году. В этом время в Сорбонне было запрещено преподавать римское право и студенты вынуждены были искать школы вне Парижа. В 1235 году Григорий IX разрешает преподавать право в Орлеане и, таким образом, образуются юридические школы, которые работают в течение полувека. 
В 1306 году папа римский Климент V основывает университет, который становится третьим университетом Франции, после Сорбонны и Университета Тулузы. В нём преподают римское и гражданское право. В средние века здесь обучалось более 5 тысяч студентов из Франции, Германии, Лотарингии, Бургундии, Шампани, Пикардии, Нормандии и Шотландии, университет пользовался большой популярностью во всей Европе на протяжении 4 веков. 
Постепенно университет пришёл в упадок и в 1793 году решено его закрыть. Университет Орлеана был открыт вновь только в 1960 году.

## Структура
В состав университета входит 4 факультета, Институт при университете и политехническая школа.

### Факультеты
- Факультет языков, литературы и гуманитарных наук
- Факультет права, экономики и менеджмента
- Факультет точных наук
- Факультет физкультуры и спорта

## Известные выпускники
- Иоганн Рейхлин — немецкий философ и гуманист.
- Жан Кальвин — богослов, реформатор церкви, основатель кальвинизма.
- Этьен де ла Боэси — французский писатель и философ.
- Теодор Агриппа д’Обинье — французский поэт, писатель и историк.
- Теофраст Ренодо — журналист, издатель газеты «La Gazette».
- Пьер Ферма — французский математик.
- Мольер — создатель жанра классической комедии, актёр и директор театра.
- Шарль Перро — писатель-сказочник, поэт и критик.
- Эсташ Дешан — французский поэт.
- Жан де Лабрюйер — французский писатель-моралист.
- Сильви Байпо-Темон — министр иностранных дел Центральноафриканской Республики.